# Indra Médard
Indra E. P. Médard (Oostende, 4 oktober 1998) is een Belgisch inline-skater en langebaanschaatser. Hij werd in 2017 wereldkampioen bij de junioren en werd in 2022 Europees vicekampioen bij de senioren in het inline-skaten. In 2022 werd Médard Belgisch kampioen allround in het schaatsen. Sinds seizoen 2024/2025 komt Médard uit namens Team Novus.

## Biografie
Médard maakt sinds 2014 deel van het nationaal Belgisch team in het inline-skaten. In 2017 werd hij als junior wereldkampioen tijdens de World Roller Games in Nanjing en vice-Europees kampioen in Lagos. Bij de senioren behaalde hij in 2022 tevens zilver op het Europees Kampioenschap in l'Aquila op de aflossing samen met Bart Swings en Jason Suttels.
In 2021 maakte Médard de overstap naar het langebaanschaatsen en sinds 2022 schaatst hij marathons voor Team Sprog in de topdivisie. Hier behaalde hij enkele top 10-plaatsen tijdens zijn eerste seizoen in Nederland. In 2022 nam hij deel aan de Belgische kampioenschappen schaatsen allround in Tilburg en won hij het algemeen klassement. Ook debuteerde hij in 2023 voor de Koninklijke Belgische Snelschaatsfederatie tijdens de World Cup in Thialf, Heerenveen.

## Persoonlijke records
| Afstand    | Tijd    | Datum            | Baan       |
| ---------- | ------- | ---------------- | ---------- |
| 500 meter  | 36,51   | 11 januari 2025  | Heerenveen |
| 1500 meter | 1.46,32 | 24 januari 2025  | Calgary    |
| 3000 meter | 4.58,10 | 23 december 2018 | Enschede   |
| 5000 meter | 6.34,10 | 11 januari 2025  | Heerenveen |

(laatst bijgewerkt: 25 januari 2025)

## Resultaten
| Jaar | EK Allround            | WK Allround             | WK Afstanden                             |
| ---- | ---------------------- | ----------------------- | ---------------------------------------- |
| 2024 |                        | NC21 (17e, 21e, 21e, -) | 6e achtervolging                         |
| 2025 | NC12 (4e, 15e, 10e, -) |                         | 23e 1500m 7e massastart 5e achtervolging |

(#, #, #, #) = afstandspositie op allroundtoernooi (500m, 5000m, 1500m, 10000m).
NC21 = niet gekwalificeerd voor de laatste afstand, maar wel als 21e geklasseerd in de eindrangschikking

## Persoonlijk
Médard behaalde in 2019 zijn Bachelor bouwkunde aan de hogeschool VIVES. In 2022 studeerde hij vervolgens af van de KU Leuven als Master of science in de bouwkunde.